# 21962 Scottsandford
21962 Scottsandford è un asteroide della fascia principale. Scoperto nel 1999, presenta un'orbita caratterizzata da un semiasse maggiore pari a 2,7841472 UA e da un'eccentricità di 0,1713575, inclinata di 9,88572° rispetto all'eclittica.